# 塩化ウラン(VI)
塩化ウラン(VI)または六塩化ウランは化学式 UCl6 で表されるウランと塩素の化合物で、ウランの酸化数は +6である。暗緑色の結晶性固体で、複数の波長で蛍光する。蒸気圧は100 ℃（373.15 K）で1 - 3 mmHg である。塩化ウラン(VI)は室温では真空中や乾燥空気、窒素、ヘリウム雰囲気中で安定である。四塩化炭素に溶ける。他のハロゲン化ウランに比べると、多少はよく知られている。

## 構造
塩化ウラン(VI)は点群 Oh に属する八面体構造をとる。 結晶格子のサイズは 10.95 ± 0.02Å × 6.03 ± 0.01Å で単位胞あたり3つの分子が六角形をなしている。U-Cl 間の結合長は理論的には 2.472Å であるが、X線結晶構造解析による実測値としては2.42Å が得られている。隣接する塩素原子間の距離は 3.65Å である。 

## 性質
塩化ウラン(VI)は吸湿性が高く、空気中では速やかに分解する。このため、真空中か乾燥空気中で取り扱わなければならない。

### 熱分解
塩化ウラン(VI)は120 - 150 ℃までは安定である。塩化ウラン(VI)の固体は別の構造に転移する。一方、塩化ウラン(VI)の気体は熱分解で固体の塩化ウラン(V)に変化する。この反応の活性化エネルギーは約40 kcal/mol である。
{\displaystyle {\ce {2UCl6(g) -> 2UCl5(s)\ + Cl2(g)}}}

### 溶解度
塩化ウラン(VI)は溶媒への溶解度があまり高くない。四塩化炭素には溶けて褐色の溶液となる。臭化イソブチルやフロン (C7F16) にはわずかに溶ける。
| 溶媒                         | 温度 (oC) | 溶解度（溶媒100 g に対する UCl6 の溶解量） |
| ---------------------------- | --------- | ------------------------------------------ |
| 四塩化炭素                   | -         | 2.64                                       |
| 四塩化炭素                   | 0         | 4.9                                        |
| 四塩化炭素                   | 20        | 7.8                                        |
| 6.6% 塩素：93.4% 四塩化炭素  | -         | 2.4                                        |
| 12.5% 塩素：87.5% 四塩化炭素 | -         | 2.23                                       |
| 12.5% 塩素：87.5% 四塩化炭素 | 0         | 3.98                                       |
| 液体塩素                     | -         | 2.20                                       |
| クロロメタン                 | -         | 1.16                                       |
| ベンゼン                     | 80        | 不溶                                       |
| フロン113                    | 45        | 1.83                                       |

### フッ化水素との反応
塩化ウラン(VI)は無水フッ化水素酸 (HF) と室温で反応してフッ化ウラン(V)を生じる。
{\displaystyle {\ce {2UCl6\ + 10HF -> 2UF5\ + 10HCl\ + Cl2}}}

## 合成
塩化ウラン(VI)は四塩化炭素中で酸化ウラン(VI)(UO3) と熱した塩素を反応させることで得られる。この反応の収率は塩化ウラン(V)が存在すると高くなる。酸化ウラン(VI)はまず塩化ウラン(V)となり、さらに塩素と反応して塩化ウラン(VI)となる。反応物の量にもよるが、 温度を65 - 170 ℃（理想的には 100 - 125 ℃）の範囲とすると反応が進む。反応に伴って圧力が変化するため、グローブボックスなどの気密容器中で反応させる。 
第1段階： {\displaystyle {\ce {2UO3\ + 5Cl2 -> 2UCl5\ + 3O2}}}
第2段階： {\displaystyle {\ce {2UCl5\ + Cl2 -> 2UCl6}}}
全体： {\displaystyle {\ce {2UO3\ + 6Cl2 -> 2UCl6\ + 3O2}}}
また、塩化ウラン(IV)に350 ℃で塩素を反応させても得られる。
第1段階： {\displaystyle {\ce {2UCl4\ + Cl2 -> 2UCl5}}}
第2段階： {\displaystyle {\ce {2UCl5\ + Cl2 -> 2UCl6}}}
全体： {\displaystyle {\ce {UCl4\ + Cl2 -> UCl6}}}